# Nomani Tonga
Pas d'image ? Cliquez ici

a Compétitions nationales et continentales officielles uniquement.

Dernière mise à jour le 27 septembre 2016.
Nomani Tonga, né le 16 mai 1983 aux Tonga, est un joueur tongien de rugby à XV évoluant essentiellement aux postes de deuxième ligne ou troisième ligne centre. Il joue avec le SC Albi en pro D2 depuis 2014. Il mesure 1,93 m pour 120 kg.

## Carrière
Nomani Tonga a joué avec le club sud-africain des Border Bulldogs en Vodacom Cup et Currie Cup. Il rejoint le club français de Lormont qui évolue en Fédérale 1 en 2013-2014, avant de signer au SC Albi en saison 2014-2015 de Pro D2 où il évolue avec ses compatriotes Tunufai Tavalea et Daniel Faleafa.